# Rasheed Alabi
Rasheed Oladime Alabi Suaibu, född 9 januari 1986 i Nigeria, är en nigeriansk före detta fotbollsspelare som spelat för bland annat Leixões SC, OFI Kreta, Doxa Katokopia och AC Omonia. Han gjorde sitt första mål för AC Omonia i Uefacupen mot Manchester City.